# 谢光选
谢光选（1922年11月5日—2016年2月22日），男，江西南昌人，中国导弹与运载火箭专家，中国科学院院士。

## 生平
1946年毕业于重庆兵工学校大学部（今臺灣國防大學理工學院）。1947年1月参加工作。1958年1月11日，解放军组建第一个导弹训练机构长辛店炮兵教导大队，谢光选成为第一期学员。1960年7月1日加入中国共产党。
历任沈阳九〇兵工厂（沈阳解放后更名为国营七二四厂）技术员、专职工程师、主任工程师、国防部第五研究院一分院总体设计部综合试验室主任、总体设计部副主任、第七机械工业部第一研究院总体设计部主任、一院机关生产组副组长、一院副院长、航天工业部一院科技委副主任、航天工业部总工程师、中国航天工业总公司科技委顾问、中国航天科技集团公司科技委顾问、中国运载火箭技术研究院技术顾问。1991年当选为中国科学院院士（学部委员）。
1979年10月，中国宇航学会成立，当选为第一届理事会副理事长。2016年2月22日22时10分，在北京逝世。

## 奖项和荣誉
曾获国家科学技术进步奖特等奖2项，国防科技成果特等奖1项等。